# Adenia stenodactyla
Adenia stenodactyla är en passionsblomsväxtart som beskrevs av Hermann August Theodor Harms. Adenia stenodactyla ingår i släktet Adenia och familjen passionsblomsväxter. Inga underarter finns listade i Catalogue of Life.